# Sonac
Sonac ist eine französische Gemeinde mit 93 Einwohnern (Stand 1. Januar 2022) im Département Lot in der Region Okzitanien. Sie gehört zum Arrondissement Figeac und zum Kanton Lacapelle-Marival.
Nachbargemeinden sind Théminettes im Norden, Rudelle im Nordosten, Le Bourg im Osten, Assier im Süden, Livernon im Südwesten und Saint-Simon.

## Bevölkerungsentwicklung

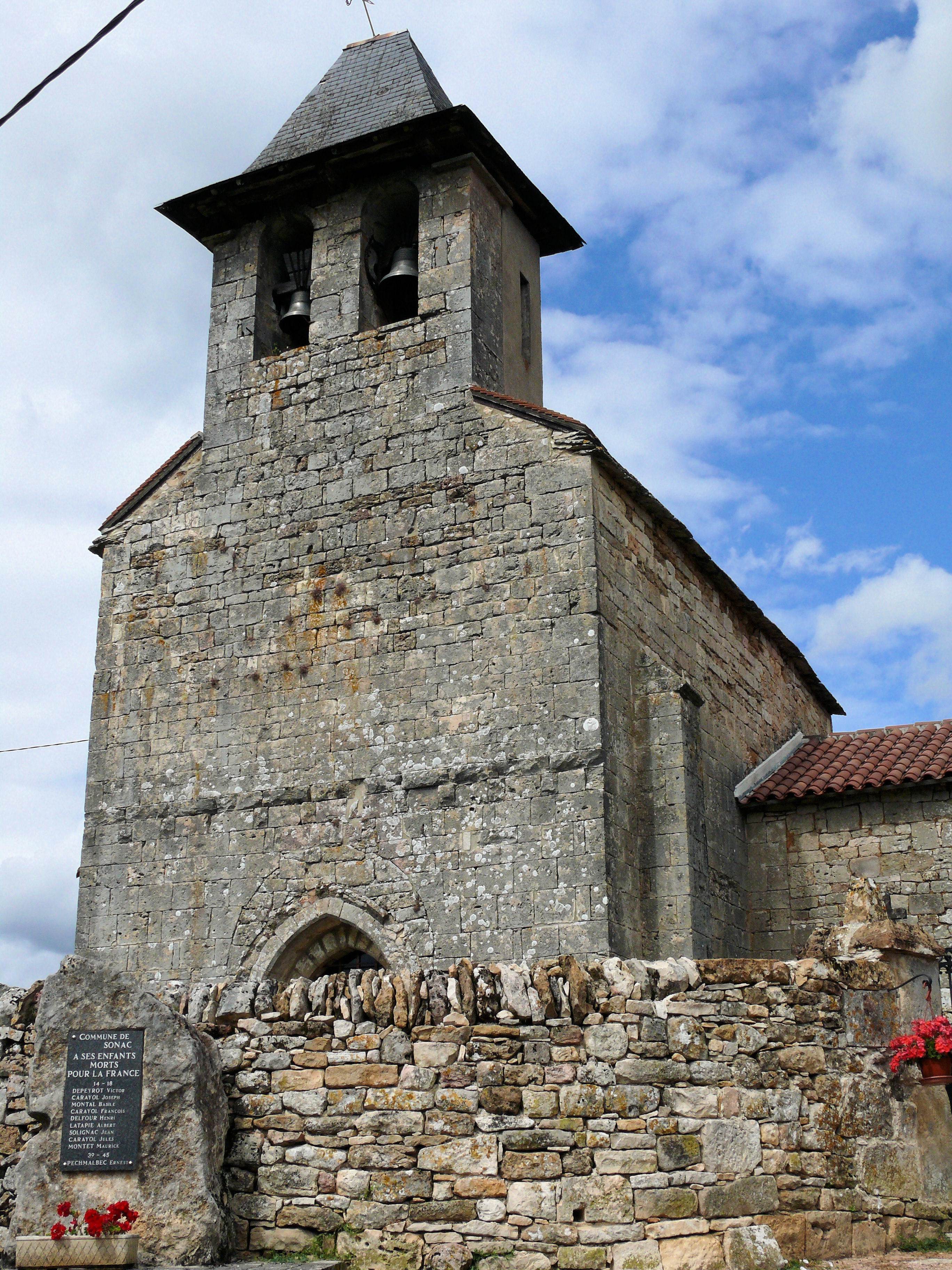
Kirche Saint-Étienne

| Jahr      | 1962 | 1968 | 1975 | 1982 | 1990 | 1999 | 2008 | 2018 |
| --------- | ---- | ---- | ---- | ---- | ---- | ---- | ---- | ---- |
| Einwohner | 96   | 84   | 69   | 74   | 80   | 79   | 78   | 86   |